# 迈克尔·布雷克 (赛艇运动员)
迈克尔·布雷克（英語：Michael Brake，1994年10月22日—），新西兰男子赛艇运动员。他曾代表新西兰参加2016年和2020年夏季奥林匹克运动会赛艇比赛，其中2020年奥运会获得一枚金牌。